# Loi de refroidissement de Newton
 (novembre 2017).
Si vous disposez d'ouvrages ou d'articles de référence ou si vous connaissez des sites web de qualité traitant du thème abordé ici, merci de compléter l'article en donnant les références utiles à sa vérifiabilité et en les liant à la section « Notes et références ».

Graphe de refroidissement
.

La loi de refroidissement de Newton, formulée par Isaac Newton, énonce que le taux de perte de chaleur d'un corps est proportionnel à la différence de température entre le corps et le milieu environnant. Cette formulation n'est pas très précise et présuppose un milieu et un corps homogènes ainsi qu'un milieu à température constante.
On peut dériver cette loi d'après une décroissance exponentielle. Si {\displaystyle T} est la température du corps, elle vérifie l'équation différentielle :
{\displaystyle {\mathrm {d} T(t) \over \mathrm {d} t}=-r\left(T-T_{\text{env}}\right)}
avec {\displaystyle r} une constante positive dépendante du milieu environnant. On en déduit que :
{\displaystyle T(t)=T_{\text{env}}+\left(T(0)-T_{\text{env}}\right)\ \exp \!\left(-rt\right)}
Par exemple, des modèles simplifiés pour l'étude de la météorologie peuvent utiliser cette approximation due à Newton plutôt qu'une équation de radiation, plus difficile à calculer.
L'avantage principal de cette méthode est l'absence d'unités : en effet, l'utilisation de kelvins, de degrés Celsius ou de degrés Fahrenheit n'implique aucune modification de la constante {\displaystyle r} qui ne dépend que des unités temporelles.